# Weissensee (TV-serie)

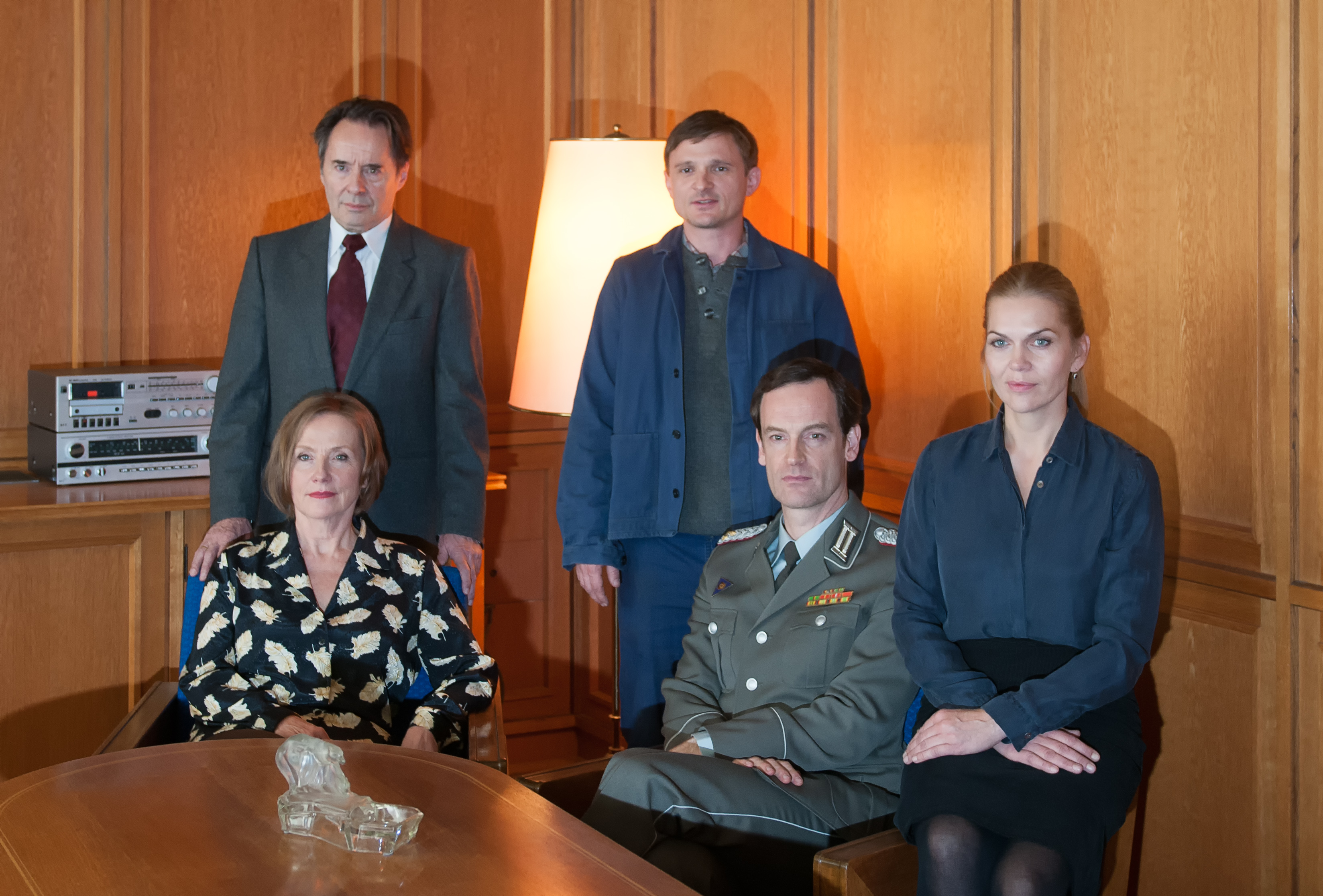
Hans, Martin, Marlene, Falk & Vera

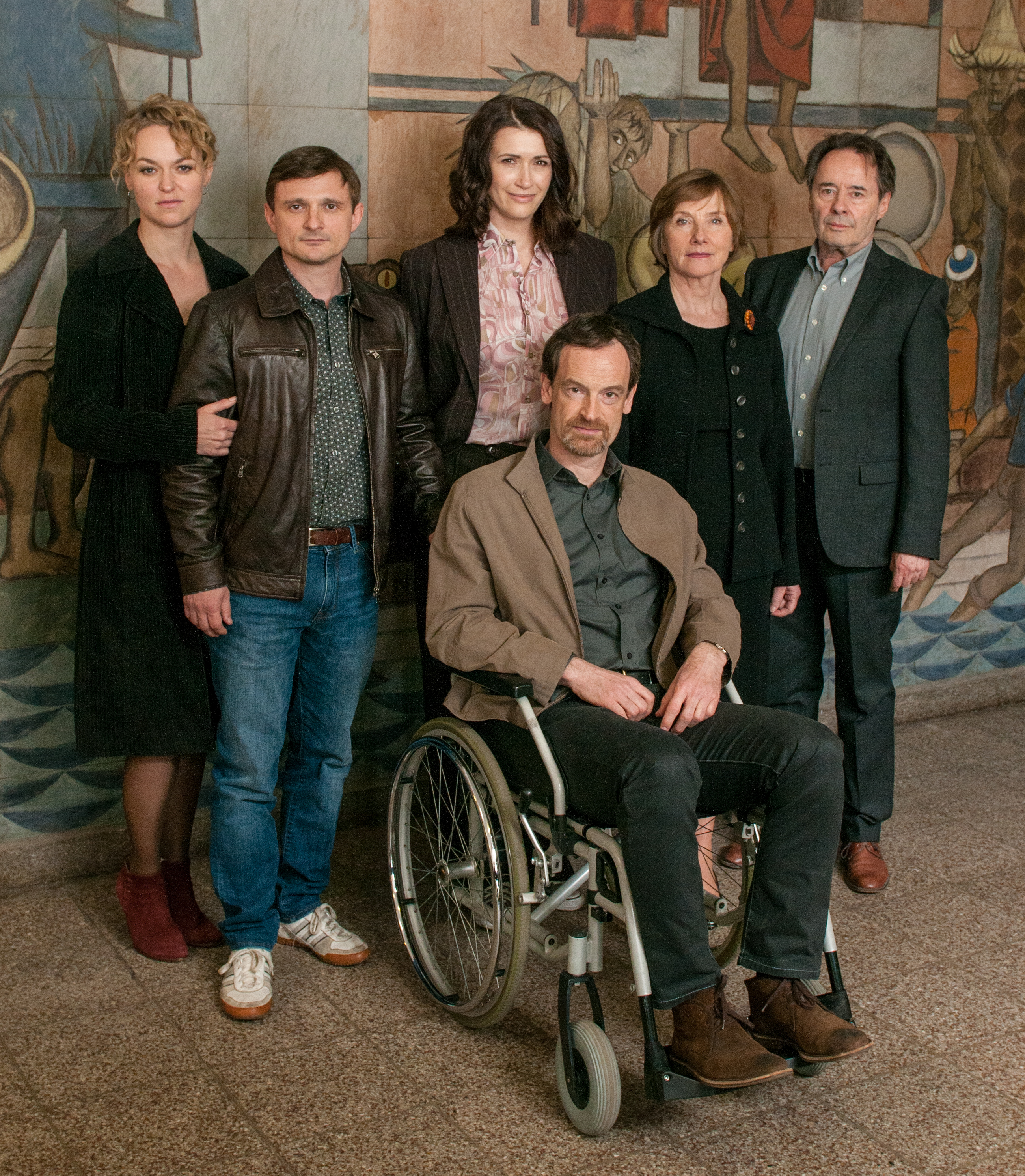
Säsong 4 från 2018

Weissensee är en tysk TV-serie som premiärvisades 2010. Den första säsongen i sex delar följdes upp 2013 med en andra säsong och 2015 med en tredje säsong. 2018 visades den fjärde säsongen. Serien utspelar sig i Weissensee, Östberlin under 1980-talet och fram till i början av 1990-talet och följer två familjers öden som sammanvävs genom kärlekshistorien mellan Martin Kupfer och Julia Hausmann.

## Handling
Weissensee har fått sitt namn efter stadsdelen i nordöstra Berlin och utspelar sig i Östberlin 1980 och handlar om familjerna Kupfer och Hausmann. De två familjerna är diametralt olika: Familjen Kupfer är en del av nomenklaturan med fadern Hans (Uwe Kockisch) och äldste sonen Falk (Jörg Hartmann) som är Stasi-officer. Familjen Kupfer lever tillsammans i en villa i Weissensee och består även av Marlene Kupfer och Falks fru Vera och deras son Roman. Familjen Hausmann tillhör den oppositionella kultureliten med mamma Dunja (Katrin Sass) som är en känd Liedermacherin och bor tillsammans med sin dotter Julia (Hannah Herzsprung). 
Familjernas liv korsas när den yngste sonen i familjen Kupfer, Martin, (Florian Lukas) som arbetar som folkpolis träffar Julia Hausmann i samband med en poliskontroll och de därefter börjar umgås. Familjen Kupfer motsätter sig relationen, inte minst Martins äldre bror som betraktar den som ett hot mot hans Stasi-karriär och familjens ställning i systemet. 

### Säsong 1
Den första säsongen från 2010 visades under september och oktober 2010 i Das Erste (ARD). Serien börjar sommaren 1980 med att polisen Martin Kupfer stoppar en bil under en trafikkontroll och träffar Julia Hausmann. Eftersom Julia har besök av sin amerikanske pojkvän Robert Schnyder övervakar Stasi henne. Övervakningen leds av Martins bror, Stasi-officeren Falk Kupfer, som blir chockad när han upptäcker att hans bror träffar Julia Hausmann. Julia lämnar sin amerikanske pojkvän för Martin. Schnyder och Julia har planerat att smuggla ut henne i ett lönnfack i hans bil, så Stasi griper honom misstänkt för medhjälp till republikflykt.

### Säsong 2
I den andra säsongen från 2013 börjar handlingen 1987. Förändringarnas vindar blåser och glasnost och perestrojka har blivit nya begrepp. Julia Hausmann sitter fängslad för att hon och Martin har kontaktat en västtysk journalist. Martin undgår fängelse eftersom han är son till en Stasi-officer. Martin tror att Julia blivit friköpt av Västtyskland som politisk fånge och bor i Hamburg. Han har blivit av med sin tjänst som polis och arbetar i en brädgård och bor hos en gammal poliskollega. Han planerar att fly till väst för att återförenas med Julia. Plötsligt insjuknar hans brorson Roman och behöver en njurdonator. Falk uppsöker desperat sin bror som är den ende som kan rädda Roman genom en njurtransplantation, och berättar att Julia sitter fängslad i Hoheneck i Östtyskland och att hennes brev till Martin från Hamburg är förfalskningar. Martin går med på att donera en njure om Falk ser till att Julia släpps fri. 
Julia blir fri men har svårt att återgå till ett normalt liv tillsammans med Martin. Men de hittar tillbaka till varandra och bor i en sommarstuga. De kommer underfund med att uppgiften om att deras gemensamma barn hade avlidit efter födseln inte stämmer och gör efterforskningar. Det visar sig att deras dotter Anna förmodligen lever. Martins bror Stasi-officeren Falk, ansvarade för bortförandet, och försöker stoppa deras efterforskningar, vilket resulterar i att Julia springer ut framför en lastbil och blir påkörd och dör av skadorna. Falk flyr från platsen i panik. Martin fortsätter kampen för att få reda på sanningen om vad som hänt med deras dotter. Han får hjälp av sin far i efterforskningarna, men de motarbetas av Falk. Samtidigt krackelerar Falk och Veras äktenskap. Vera kommer i kontakt med proteströrelsen men tvingas att agera som spion av sin man. Vera förälskar sig då i en av proteströrelsens ledare, prästen Robert (Ronald Zehrfeld). 

### Säsong 3
Den tredje säsongen spelades in i slutet av 2014 och visades under september och oktober 2015 i Das Erste (ARD).
Den visades i SVT i december 2015 och januari 2016. De sex episoderna utspelar sig under tiden för Berlinmurens fall 1989 och stormningen av Stasis huvudkontor den 15 januari 1990.

### Säsong 4
I januari 2016 meddelade ARD att serien får en fortsättning. Den fjärde säsongen utspelas under 1990 i det kaos som rådde under DDR:s sista dagar. Alla i Östberlin har upplevt enorma förändringar i sina liv. Medan vissa försöker bli egenföretagare är Martin Kupfer nu chef i snickeributiken och försöker rädda den från nedläggning. Lisa, Martins dotter, råkar illa ut i modellbranschen. Falk Kupfer är rullstolsbunden efter en attack och inleder ett förhållande med en terapeut under sin rehabilitering.  
Inspelningarna pågick i Berlin med omgivningar till och med juli 2017. Serien visades i maj 2018 i Tyskland samt 1 september 2020 på SVT.

## Avsnitt
Säsong 1
- Del 1: Operation juninatt
- Del 2: Den förlorade dottern
- Del 3: Allt för kärleken
- Del 4: En gammal passion
- Del 5: Konserten
- Del 6: I slutet av dagen

Säsong 2
- Del 7: Den förlorade sonen
- Del 8: Återkomsten
- Del 9: Julia
- Del 10: Kärlek är starkare än döden
- Del 11: Överfallet
- Del 12: Morgonluft

Säsong 3
- Del 13: En natt i november
- Del 14: Ett nytt liv
- Del 15: En av oss
- Del 16: Amerikanerna
- Del 17: Vid avgrunden
- Del 18: Kallt hjärta

Säsong 4
- Del 19: Gamla sår
- Del 20: Gengångare
- Del 21: Den första stenen
- Del 22: Ett blomstrande land
- Del 23: Lånad lycka
- Del 24: Vid dagens slut

## Rollista
- Hans Kupfer – Uwe Kockisch
- Falk Kupfer – Jörg Hartmann
- Martin Kupfer – Florian Lukas
- Vera Kupfer - Anna Loos
- Marlene Kupfer - Ruth Reinecke
- Dunja Hausmann - Katrin Saß
- Julia Hausmann - Hannah Herzsprung
- Katja Wiese - Lisa Wagner (från Säsong 3)
- Petra Zeiler - Jördis Triebel (från Säsong 4)

Källor: 

## Källhänvisningar
1. 1 2 3  Weissensee, eftertexter.[källa från Wikidata]
2. ↑  Weissensee (2009) (på tyska), Ziegler Film, läs online.[källa från Wikidata]
3. ↑  Neues aus "Weissensee" (på tyska), Das Erste, läs online.[källa från Wikidata]
4. ↑  "Andra säsongen av Weissensee är äntligen här". Svt.se, 2014-06-16. Läst 18 augusti 2014.
5. ↑  ”"Weissensee 3" bringt Binge-Watching ins Erste”. http://www.dwdl.de/nachrichten/49358/weissensee_3_bringt_bingewatching_ins_erste/. Läst 27 juni 2015.
6. ↑  ”Vierte Staffel von "Weissensee": So geht es weiter | Weissensee” (på tyska). Erstes Deutsches Fernsehen (ARD). http://www.daserste.de/unterhaltung/serie/weissensee/vierte-staffel-weissensee-drehstart-100.html. Läst 13 februari 2018.
7. ↑  "Weissensee (2010– )". IMDbPro. Läst 18 augusti 2014. (engelska)